# Flacourtia jangomas
Flacourtia jangomas är en videväxtart som först beskrevs av João de Loureiro, och fick sitt nu gällande namn av Ernst Adolf Raeuschel. Flacourtia jangomas ingår i släktet Flacourtia och familjen videväxter. Inga underarter finns listade i Catalogue of Life.

## Bildgalleri

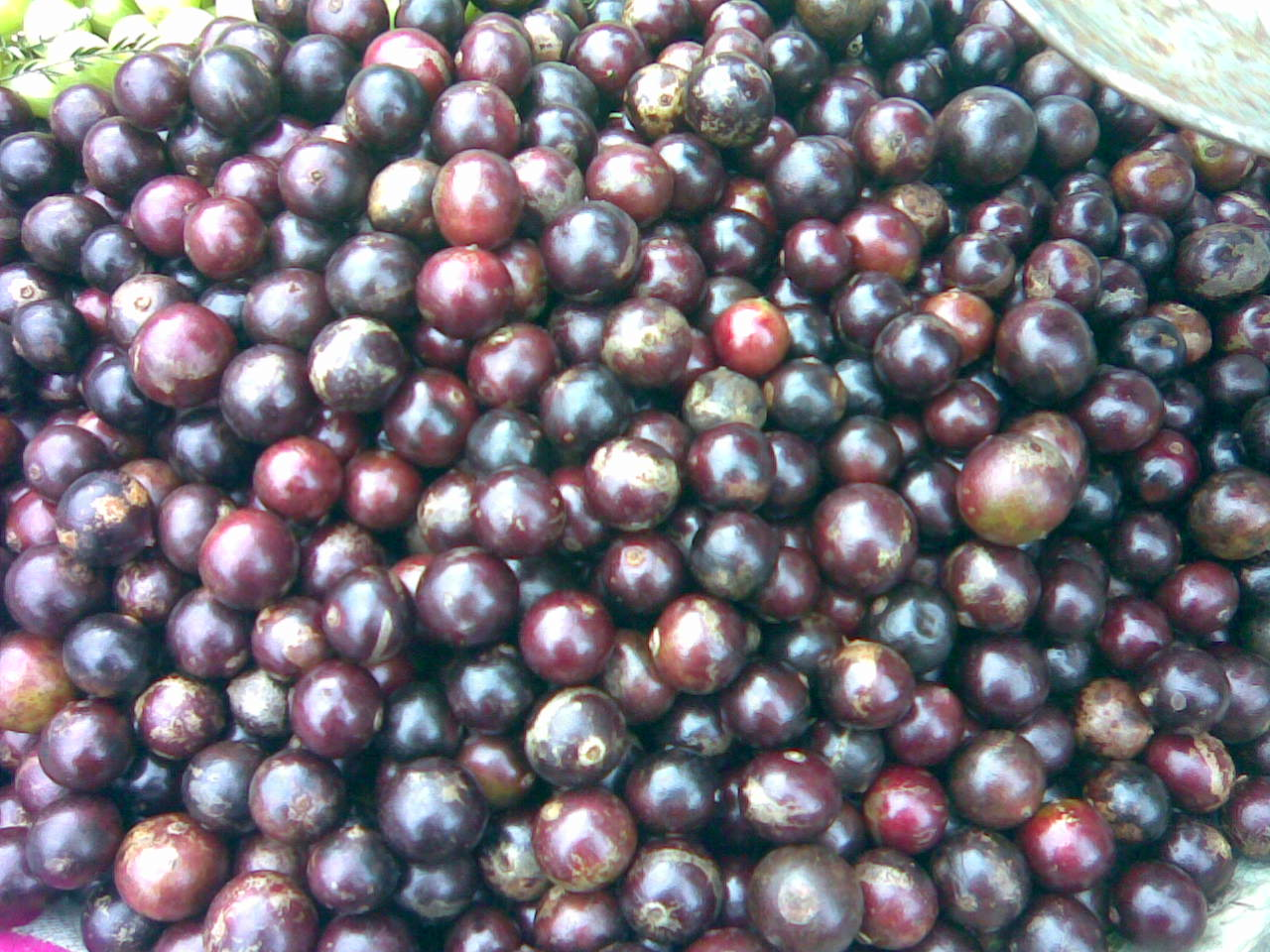
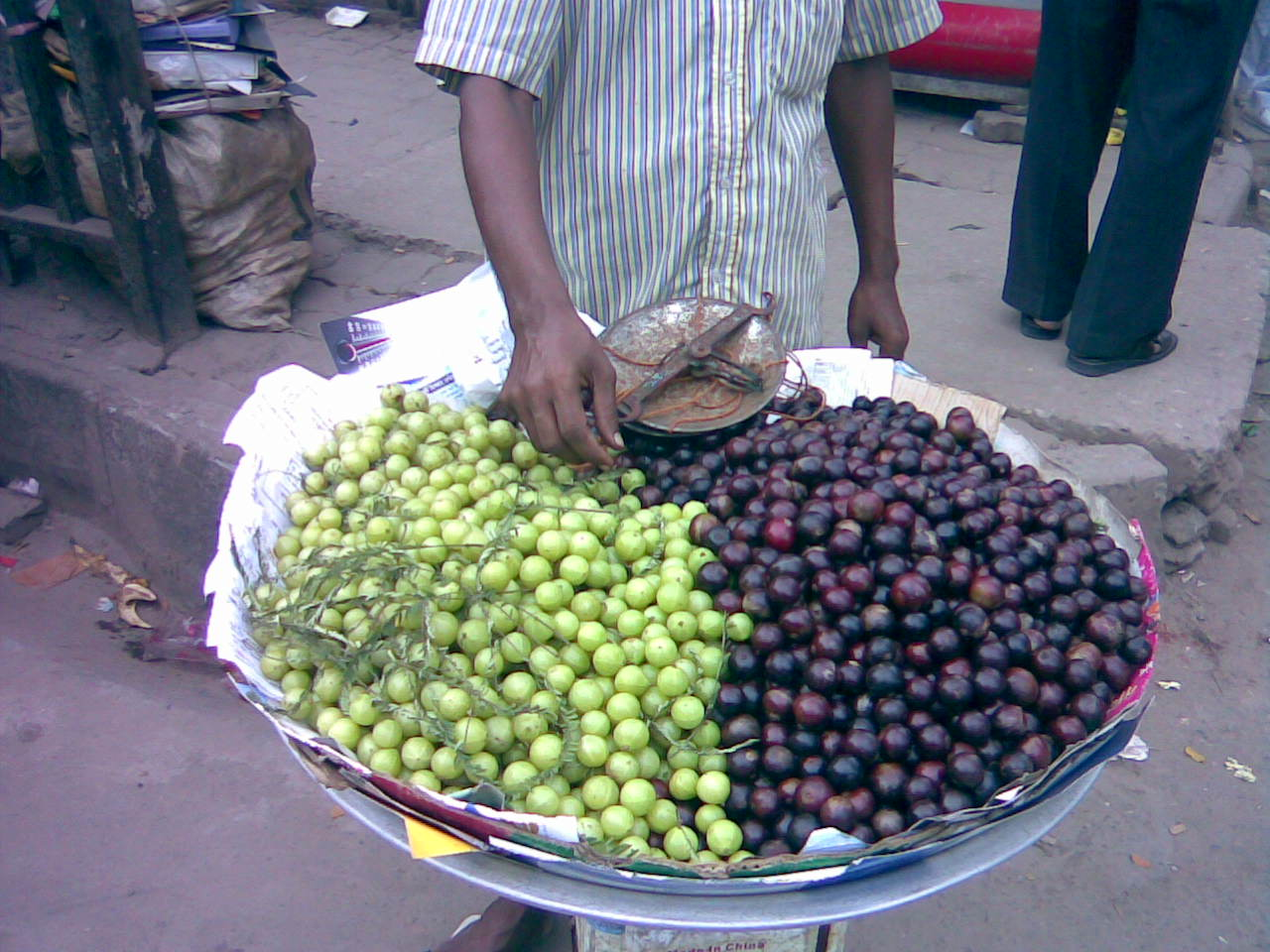
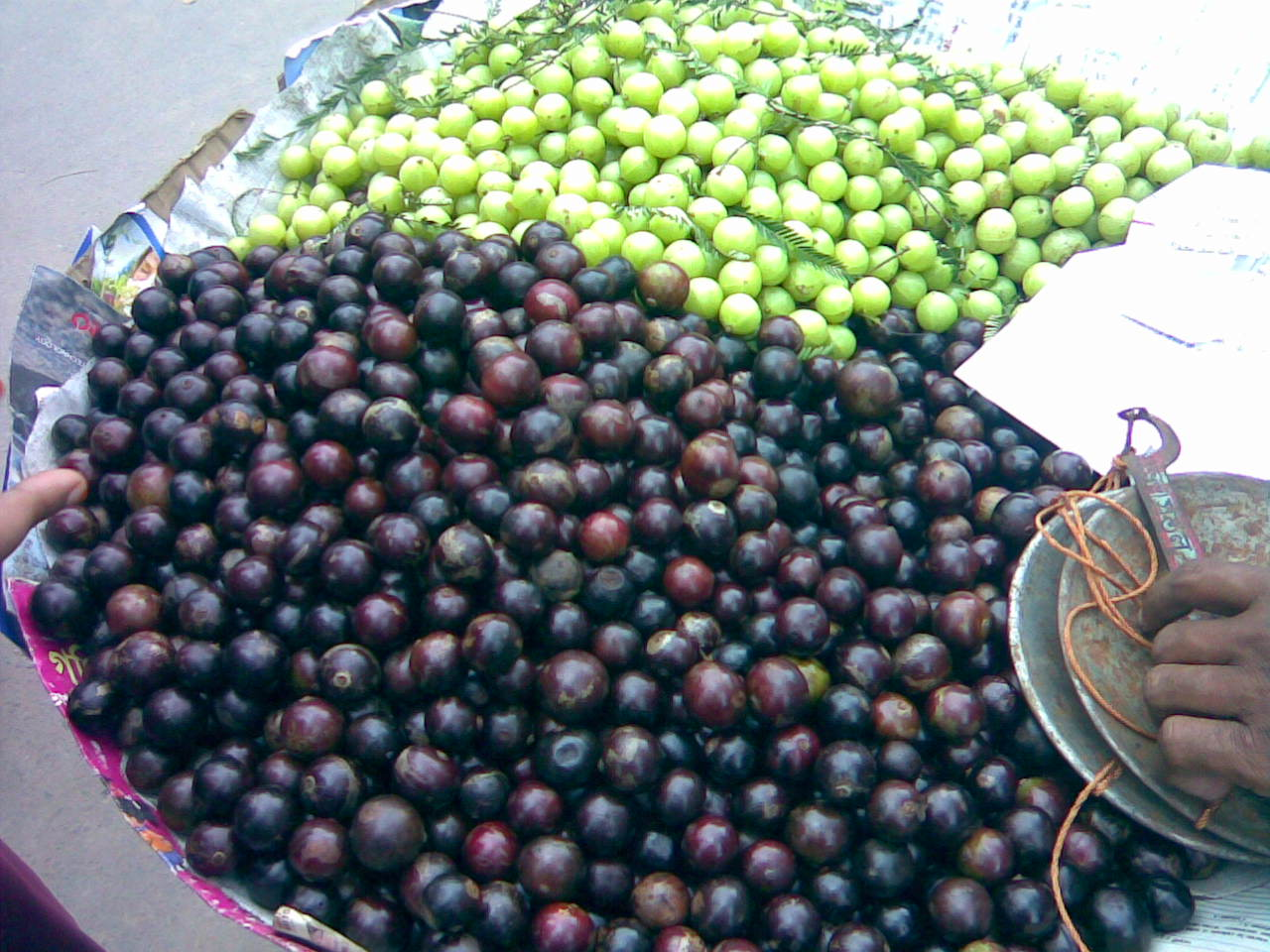
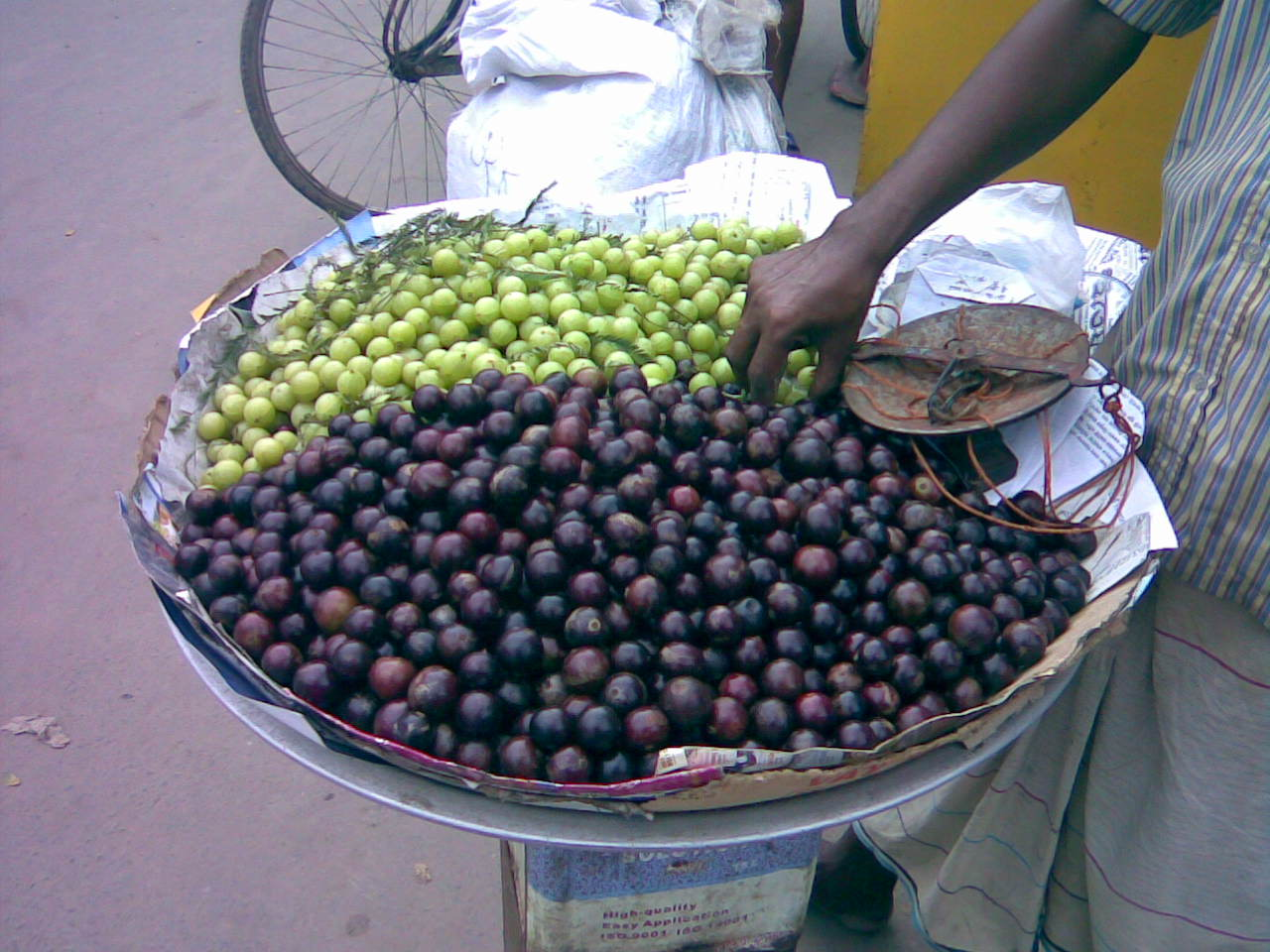
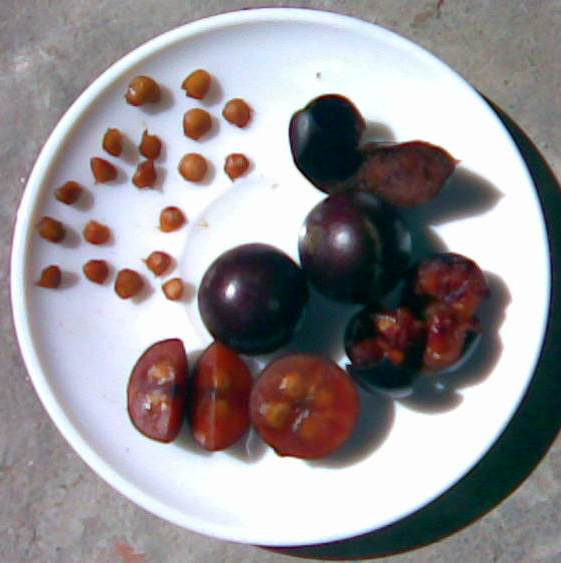
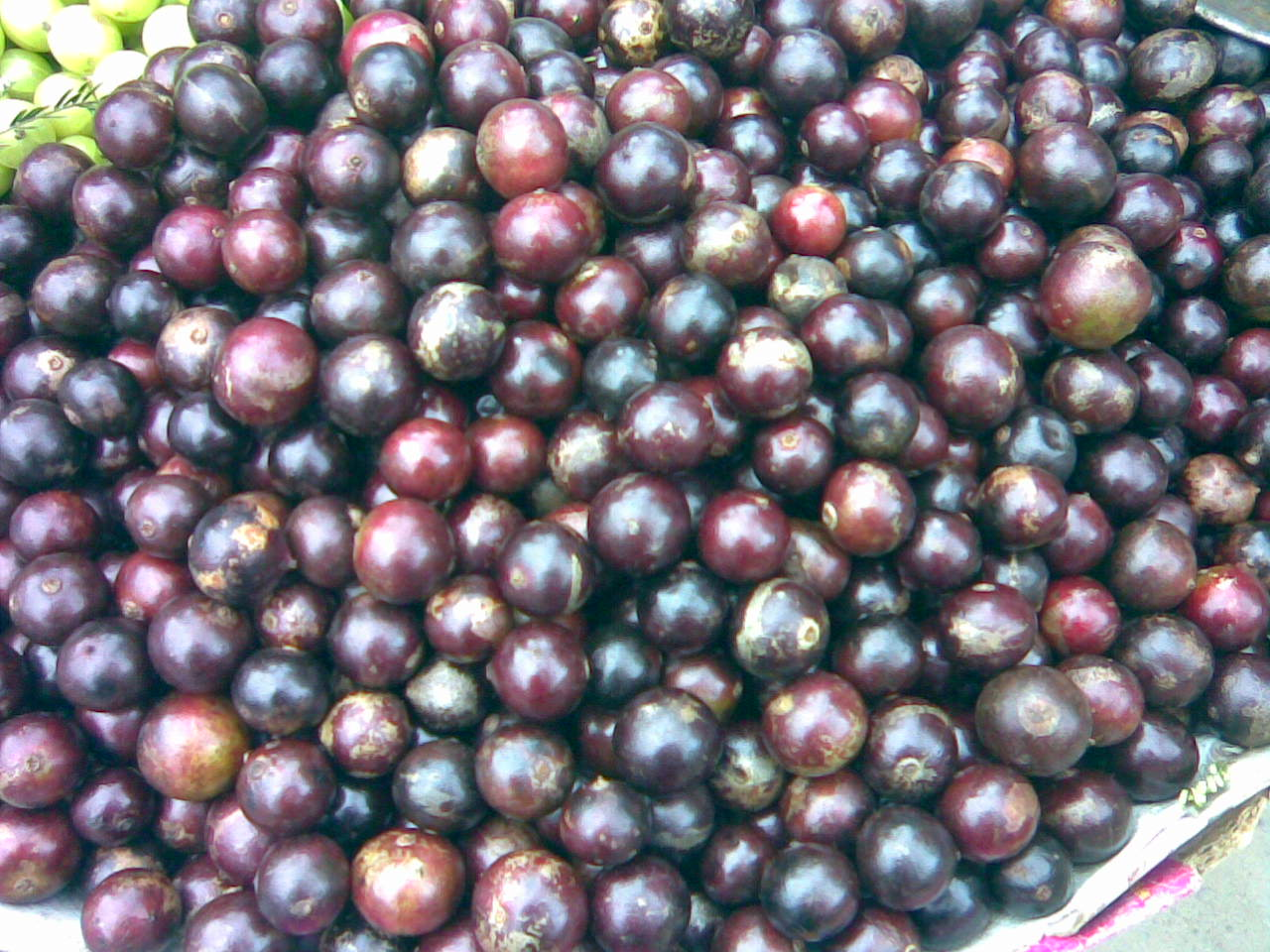
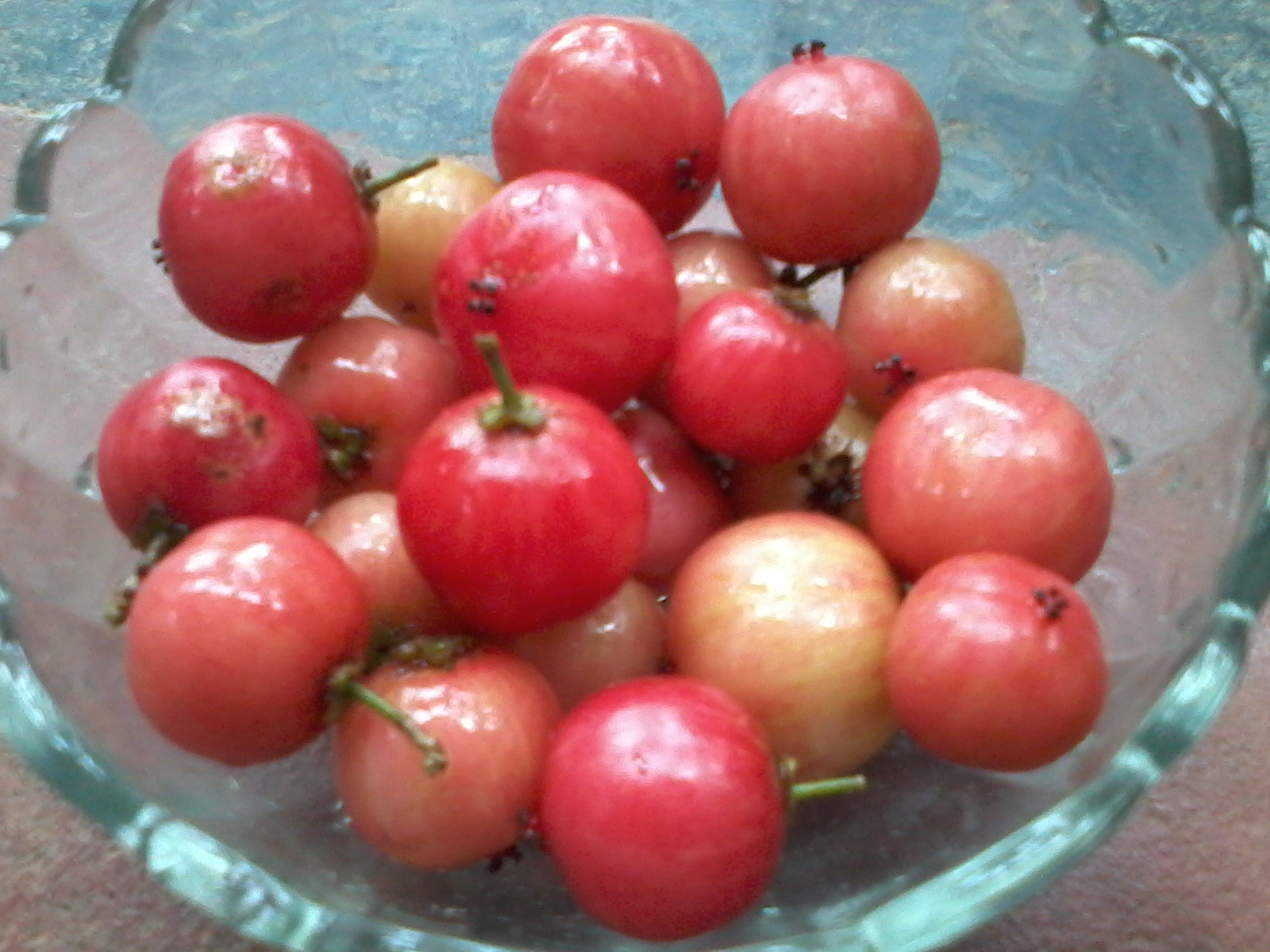